# Pilot Rock
Pilot Rock är en ort i Umatilla County, Oregon, USA.